# Liéramont
Liéramont est une commune française située dans le département de la Somme, en région Hauts-de-France.

## Géographie

### Localisation

#### Communes limitrophes
| Nurlu            | Sorel       | Heudicourt           |
| Aizecourt-le-Bas | Liéramont   | Guyencourt-Saulcourt |
|                  | Longavesnes | Villers-Faucon       |

### Description
Situé sur un plateau argileux, le territoire communal de ce village tourné vers l'agriculture domine la vallée de Templeux-la-Fosse et d'Aizecourt-le-Bas.
En 2019, la localité est desservie par la ligne d'autocars no 48 (Épehy - Villers-Faucon - Péronne) du réseau interurbain Trans'80 Hauts-de-France.
La nappe phréatique qui alimente les puits en 1899 se trouve alors à une profondeur entre 40 et 60 mètres. Aucun cours d'eau ne coule sur le territoire.
Le lieu-dit la Carrière, à un kilomètre du centre du village, compte trois habitants dans une maison en 1899.

### Hydrographie
La commune est située dans le bassin Artois-Picardie. Elle n'est drainée par aucun cours d'eau.

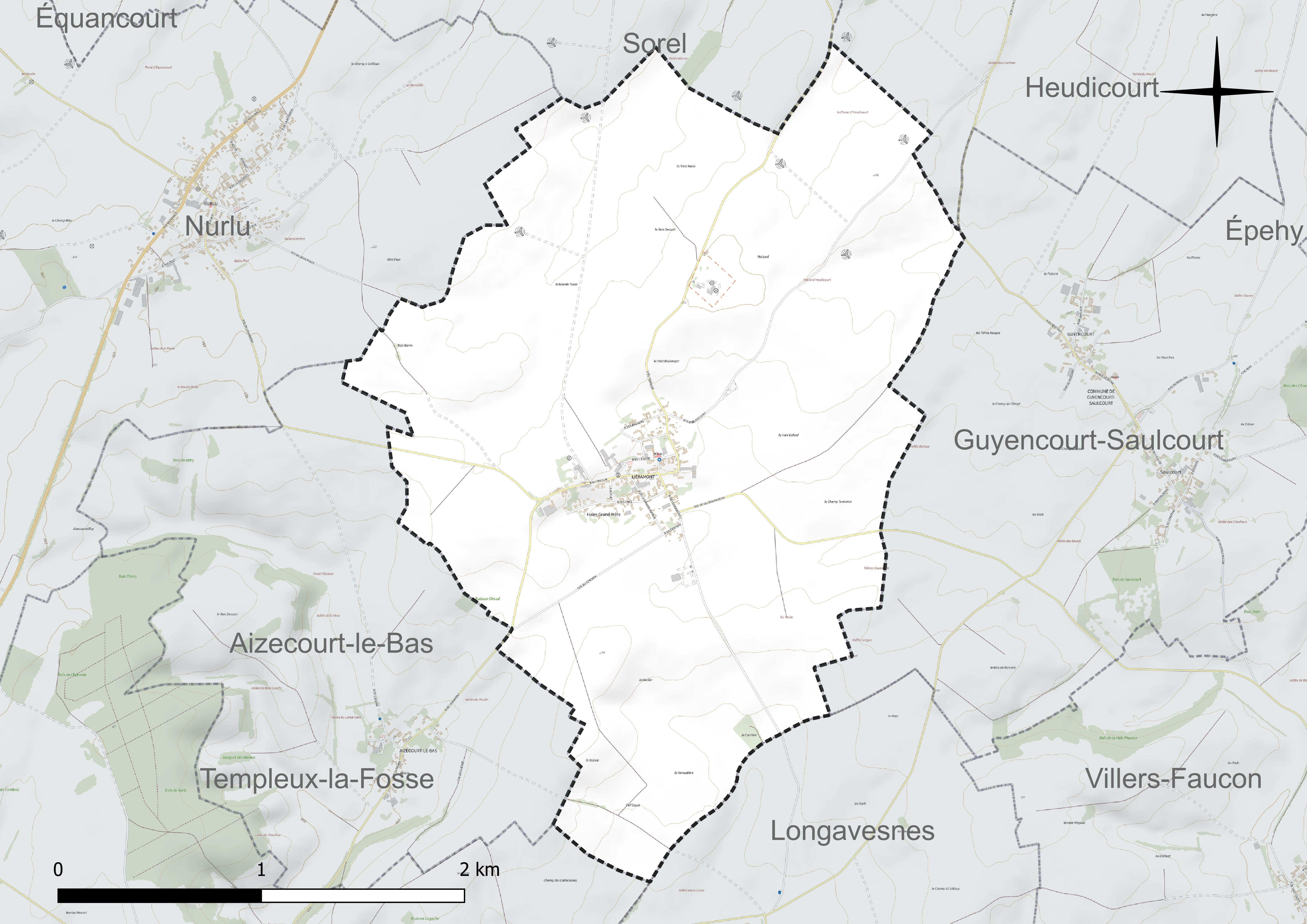
Réseau hydrographique de Liéramont.

### Climat
Pour des articles plus généraux, voir Climat des Hauts-de-France et Climat de la Somme.
En 2010, le climat de la commune est de type climat océanique dégradé des plaines du Centre et du Nord, selon une étude du CNRS s'appuyant sur une série de données couvrant la période 1971-2000. En 2020, Météo-France publie une typologie des climats de la France métropolitaine dans laquelle la commune est exposée à un climat océanique et est dans la région climatique Nord-est du bassin Parisien, caractérisée par un ensoleillement médiocre, une pluviométrie moyenne régulièrement répartie au cours de l'année et un hiver froid (3 °C).
Pour la période 1971-2000, la température annuelle moyenne est de 10 °C, avec une amplitude thermique annuelle de 14,9 °C. Le cumul annuel moyen de précipitations est de 737 mm, avec 11,3 jours de précipitations en janvier et 9,3 jours en juillet. Pour la période 1991-2020, la température moyenne annuelle observée sur la station météorologique la plus proche, située sur la commune d'Épehy à 6 km à vol d'oiseau, est de 10,6 °C et le cumul annuel moyen de précipitations est de 752,8 mm,. Pour l'avenir, les paramètres climatiques de la commune estimés pour 2050 selon différents scénarios d'émission de gaz à effet de serre sont consultables sur un site dédié publié par Météo-France en novembre 2022.

## Urbanisme

### Typologie
Au 1er janvier 2024, Liéramont est catégorisée commune rurale à habitat dispersé, selon la nouvelle grille communale de densité à sept niveaux définie par l'Insee en 2022.
Elle est située hors unité urbaine. Par ailleurs la commune fait partie de l'aire d'attraction de Péronne, dont elle est une commune de la couronne,. Cette aire, qui regroupe 52 communes, est catégorisée dans les aires de moins de 50 000 habitants,.

### Occupation des sols
L'occupation des sols de la commune, telle qu'elle ressort de la base de données européenne d'occupation biophysique des sols Corine Land Cover (CLC), est marquée par l'importance des territoires agricoles (95,1 % en 2018), une proportion identique à celle de 1990 (95,1 %). La répartition détaillée en 2018 est la suivante : 
terres arables (95,1 %), zones urbanisées (4,9 %). L'évolution de l'occupation des sols de la commune et de ses infrastructures peut être observée sur les différentes représentations cartographiques du territoire : la carte de Cassini (XVIIIe siècle), la carte d'état-major (1820-1866) et les cartes ou photos aériennes de l'IGN pour la période actuelle (1950 à aujourd'hui).

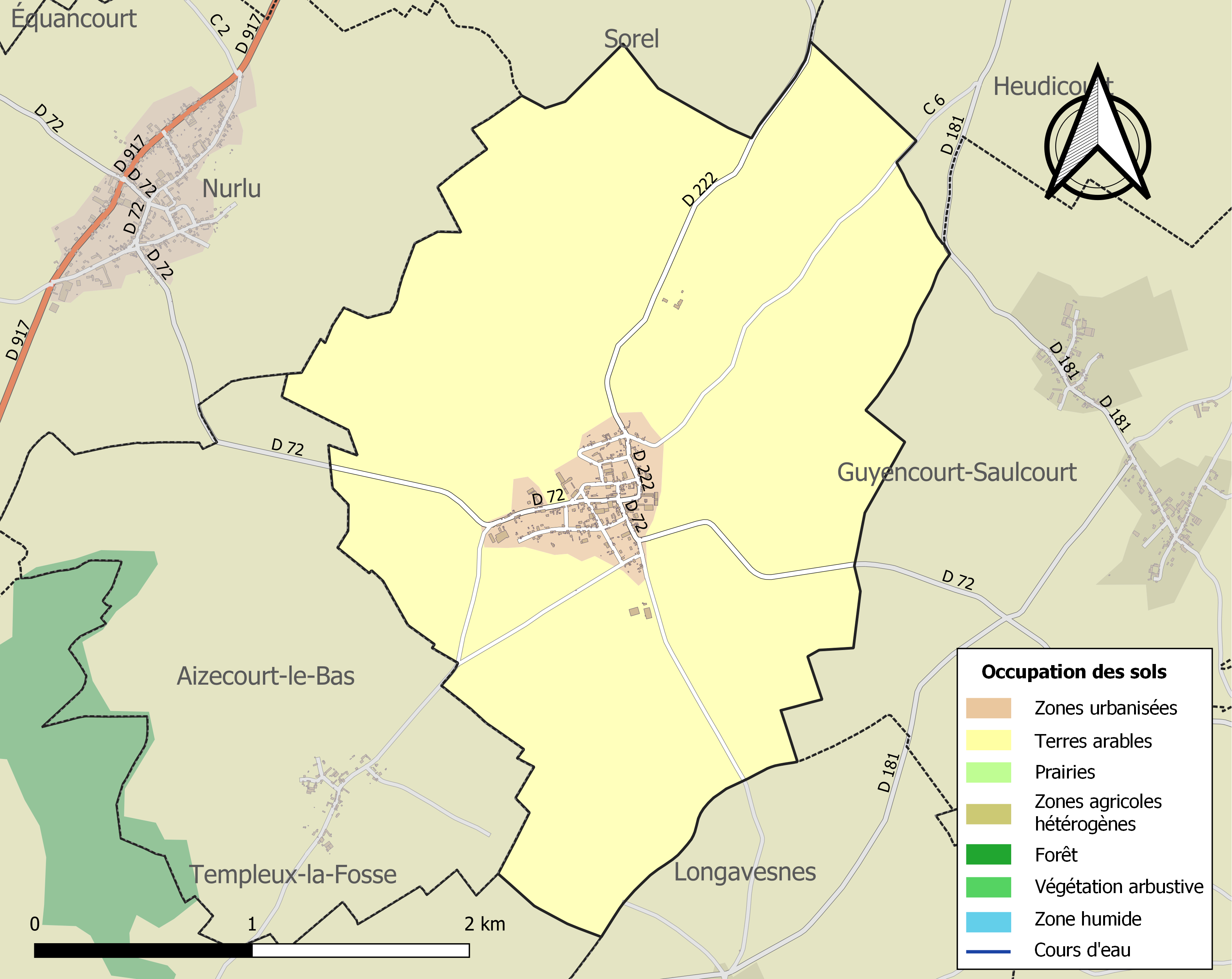
Carte des infrastructures et de l'occupation des sols de la commune en 2018 (CLC).

## Toponymie

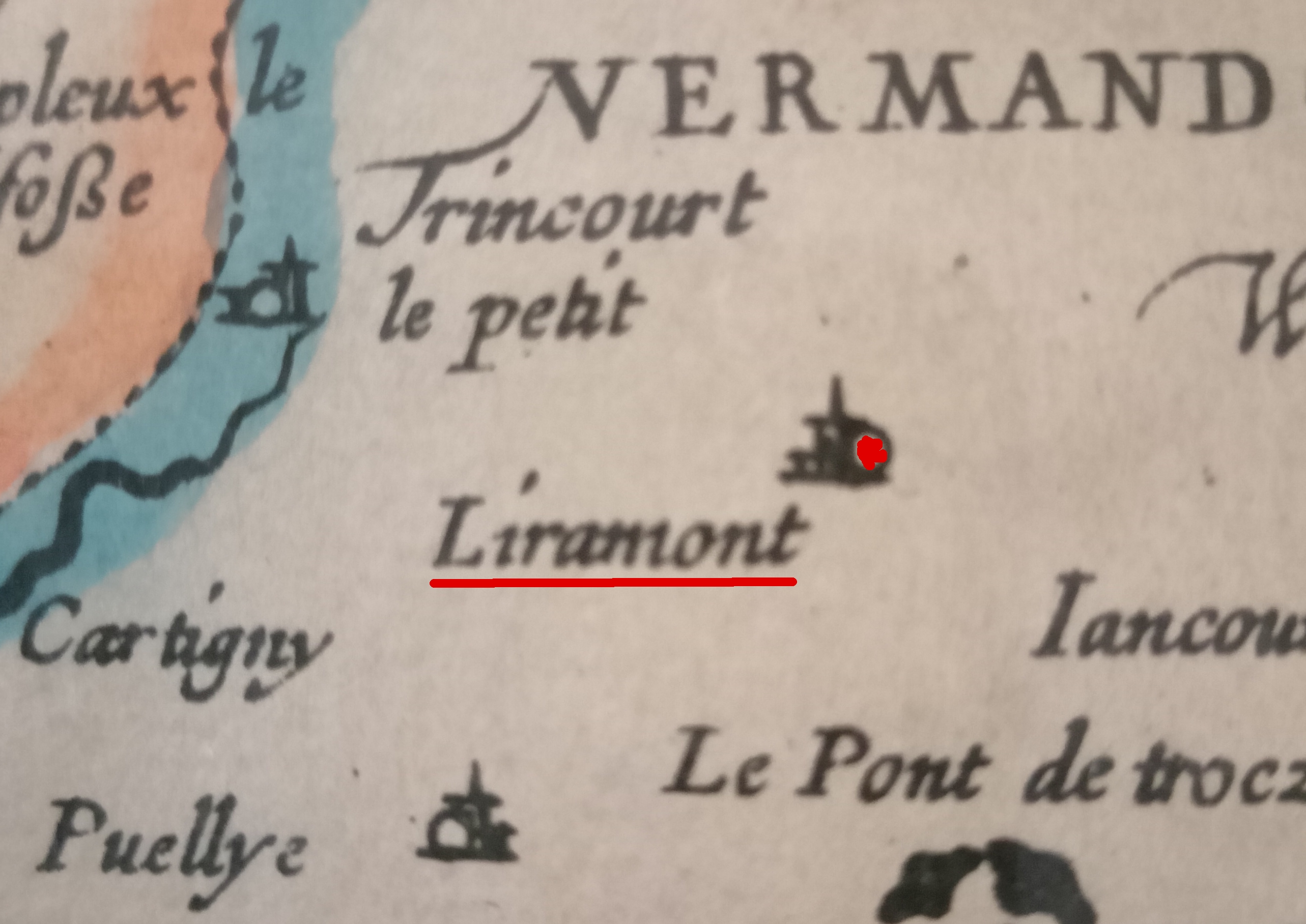
Carte de la Picardie de 1620 - Liramont.

Le nom de la localité est attesté sous les formes Letheranni mons ; Liramons en 1080 ; Leheraumont en 1170 ; Liraumont en 1236 ; Lixramont en 1308 ; Liramon au XIVe siècle ; Liermont en 1564 ; Lierramont en 1564 ; Lieramont en 1567 ; Liramont en 1573 ; Lyramont en 1648 ; Loeramont en 1657.

## Histoire
Le village a primitivement appartenu aux comtes du Vermandois. Il est ensuite passé aux mains de Hues de Dompierre dit Baudoin.
En 1344, Simon de Liéramont est nommé abbé de Ham-en-Artois.
Pendant la guerre contre l'Espagne, au XVIe siècle, le village appartient au sieur de Liéramont, gouverneur du Câtelet.
En 1750, Hélène Antoinette du Feu de Liéramont, fille des châtelains, épouse le baron d'Hanmer Claibroke.
En 1765, M. Marbert (Maubert) cède le village à la famille de Hanmer de Claybrooke.
Le château a été démoli par le baron Alexandre de Claybrooke et les biens ont été vendus en partie à des « cultivateurs » locaux.
À la fin de l'épopée napoléonienne, les Cosaques ont occupé le village en 1814-1815 et y ont exercé des réquisitions.
Depuis le défrichement de 287 ha de bois opéré vers 1850, la commune est considérée à la fin du XIXe siècle comme totalement déboisée. On mentionne qu'à cette époque, les tisseurs locaux émigrent vers Saint-Quentin, à la recherche de meilleurs salaires, ce qui fait baisser la population.

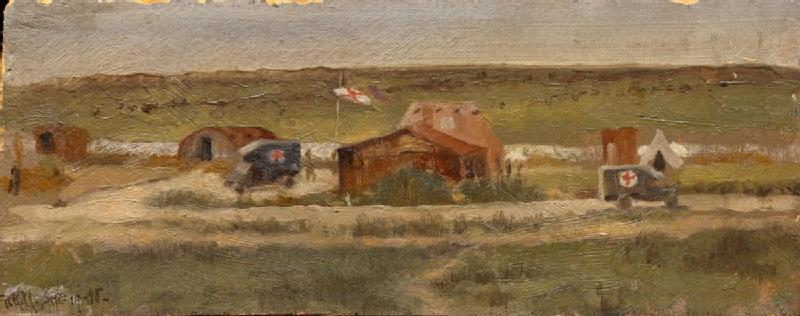
Infirmerie mobile en 1918.

Le village est éprouvé pendant la Première Guerre mondiale.

## Politique et administration
| Période                                  | Période                      | Identité           | Étiquette | Qualité                         |
| ---------------------------------------- | ---------------------------- | ------------------ | --------- | ------------------------------- |
| Les données manquantes sont à compléter. |                              |                    |           |                                 |
| 1977                                     | 28 septembre 2013            | Régis Douay        |           | Décédé en fonction              |
| novembre 2013                            | août 2017                    | Jean-Luc Duflot    |           | Démissionnaire                  |
| octobre 2017                             | juillet 2020                 | Véronique Jur      |           | Professeure d'anglais à Péronne |
| juillet 2020                             | En cours (au 5 juillet 2020) | Marie-Odile Duflot |           | Exploitante agricole            |

## Population et société

### Démographie
L'évolution du nombre d'habitants est connue à travers les recensements de la population effectués dans la commune depuis 1793. Pour les communes de moins de 10 000 habitants, une enquête de recensement portant sur toute la population est réalisée tous les cinq ans, les populations de référence des années intermédiaires étant quant à elles estimées par interpolation ou extrapolation. Pour la commune, le premier recensement exhaustif entrant dans le cadre du nouveau dispositif a été réalisé en 2004.

En 2022, la commune comptait 212 habitants, en évolution de −9,01 % par rapport à 2016 (Somme : −1,26 %, France hors Mayotte : +2,11 %).
| 1793 | 1800 | 1806 | 1821 | 1831 | 1836 | 1841 | 1846 | 1851 |
| ---- | ---- | ---- | ---- | ---- | ---- | ---- | ---- | ---- |
| 700  | 660  | 678  | 713  | 763  | 815  | 846  | 823  | 825  |

| 1856 | 1861 | 1866 | 1872 | 1876 | 1881 | 1886 | 1891 | 1896 |
| ---- | ---- | ---- | ---- | ---- | ---- | ---- | ---- | ---- |
| 773  | 828  | 788  | 751  | 778  | 763  | 761  | 707  | 707  |

| 1901 | 1906 | 1911 | 1921 | 1926 | 1931 | 1936 | 1946 | 1954 |
| ---- | ---- | ---- | ---- | ---- | ---- | ---- | ---- | ---- |
| 687  | 631  | 625  | 303  | 376  | 340  | 312  | 315  | 299  |

| 1962 | 1968 | 1975 | 1982 | 1990 | 1999 | 2004 | 2006 | 2009 |
| ---- | ---- | ---- | ---- | ---- | ---- | ---- | ---- | ---- |
| 299  | 265  | 215  | 197  | 164  | 182  | 196  | 198  | 212  |

| 2014 | 2019 | 2022 | - | - | - | - | - | - |
| ---- | ---- | ---- | - | - | - | - | - | - |
| 233  | 215  | 212  | - | - | - | - | - | - |

### Enseignement
Les élèves du primaire se rendent à Heudicourt où une école intercommunale a été créée pour cinq villages : Heudicourt, Fins, Liéramont, Guyencourt-Saulcourt, Sorel). Cet établissement compte 70 élèves à la rentrée scolaire 2023. Il est situé en zone B pour les vacances scolaires, dans l'académie d'Amiens.

### Activités associatives, culturelles, festives, sportives et touristiques
Ville fleurie : deux fleurs sont attribuées en 2007 par le Conseil des Villes et Villages Fleuris de France au Concours des villes et villages fleuris.

## Culture locale et patrimoine

### Lieux et monuments
- Église Saint-Martin.
- Chapelle Notre-Dame-du-Sacré-Cœur. Datant de 1876, l'édifice a été construit en remerciement d'une guérison[27].

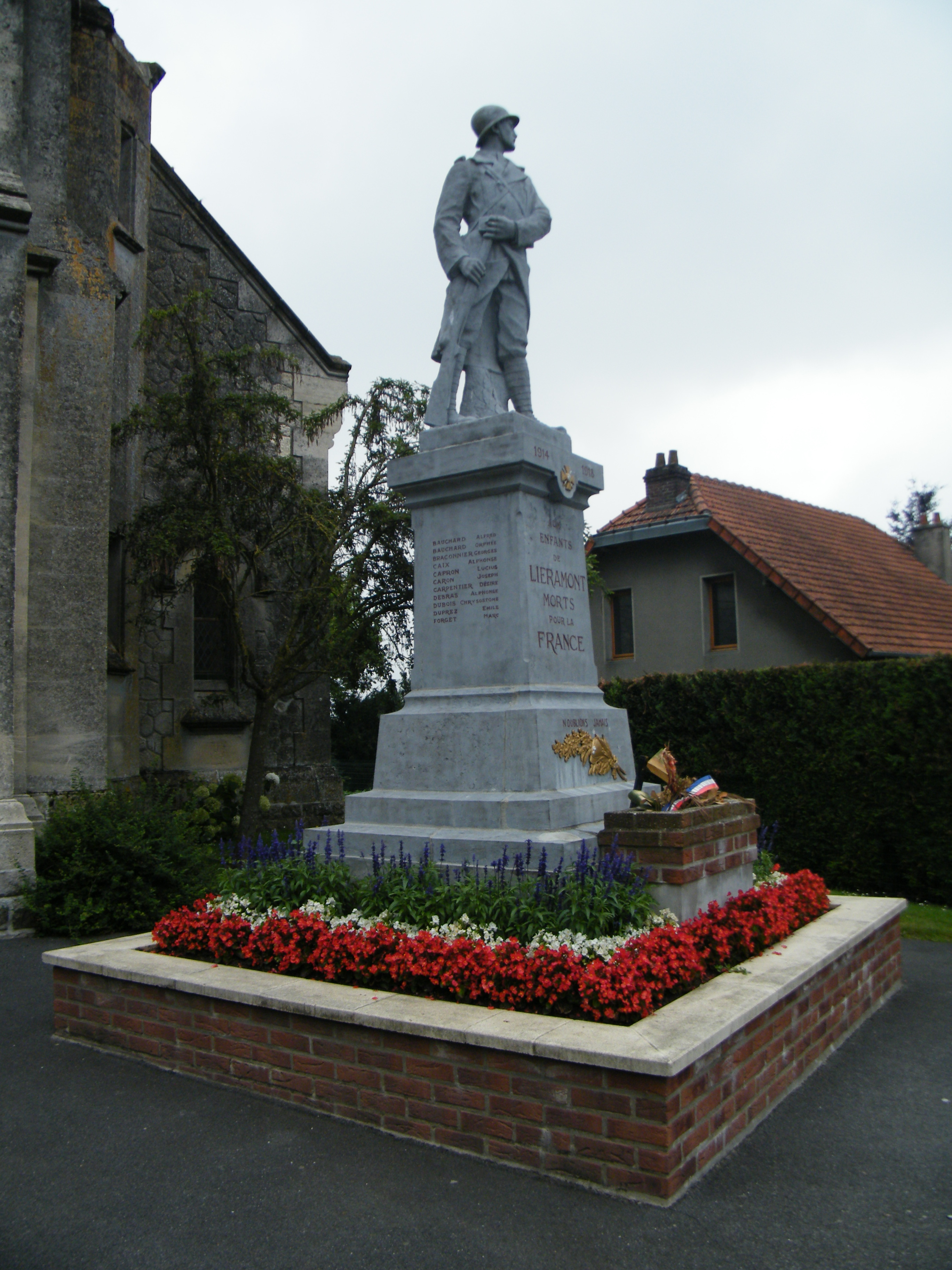
Monument.
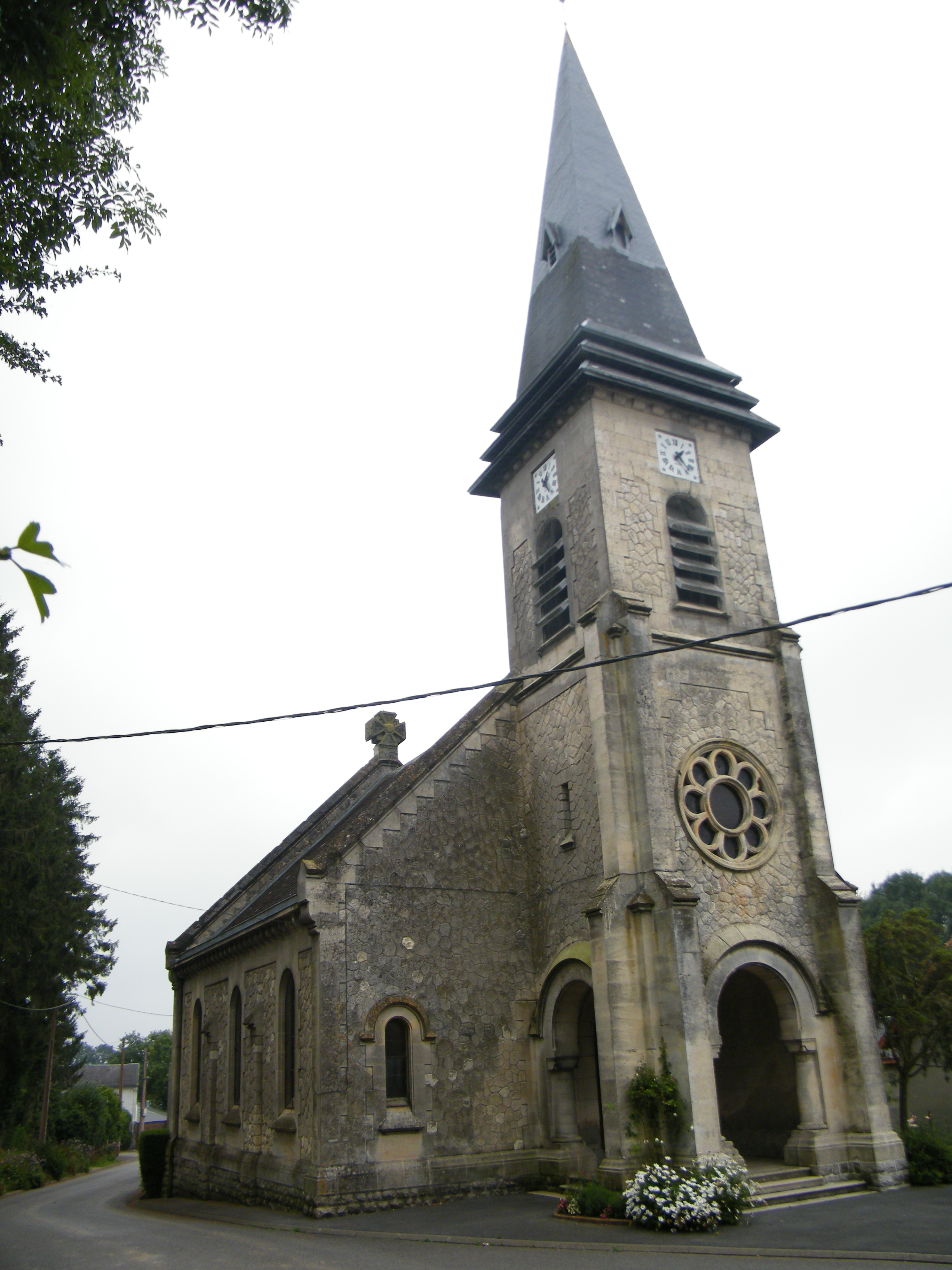
Autre vue de l'église.